# Дом-музей Ли Дачжао (Пекин)

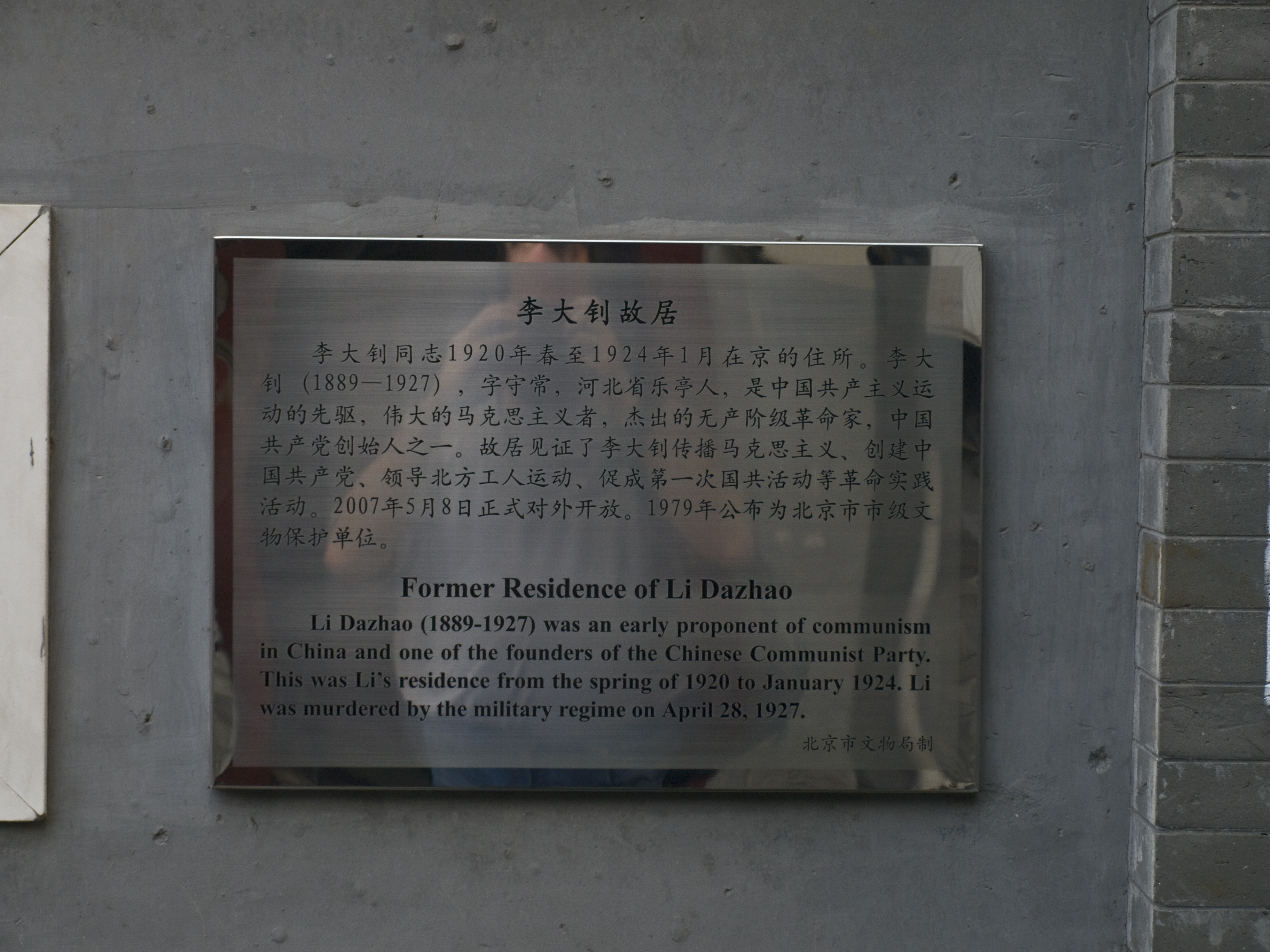
Мемориальная доска у входа в музей

Пекинский дом-музей Ли Дачжао (кит. 李大钊故居) — дом в Пекинском районе Сичэн, в котором жил основатель Коммунистической партии Китая Ли Дачжао.
За время проживания в Пекине Ли Дачжао жил по пяти разным адресам. В этом доме он жил дольше всего, в 1920—1922 годах. В 1979 году дом был взят под охрану государством. В 2006 году в доме было решено разместить музей, который был официально открыт 28 апреля 2007 года, в день 80-летия со дня гибели Ли Дачжао.
Музей работает со среды по воскресенье с 9 до 16 часов.